# Eierkühlhaus

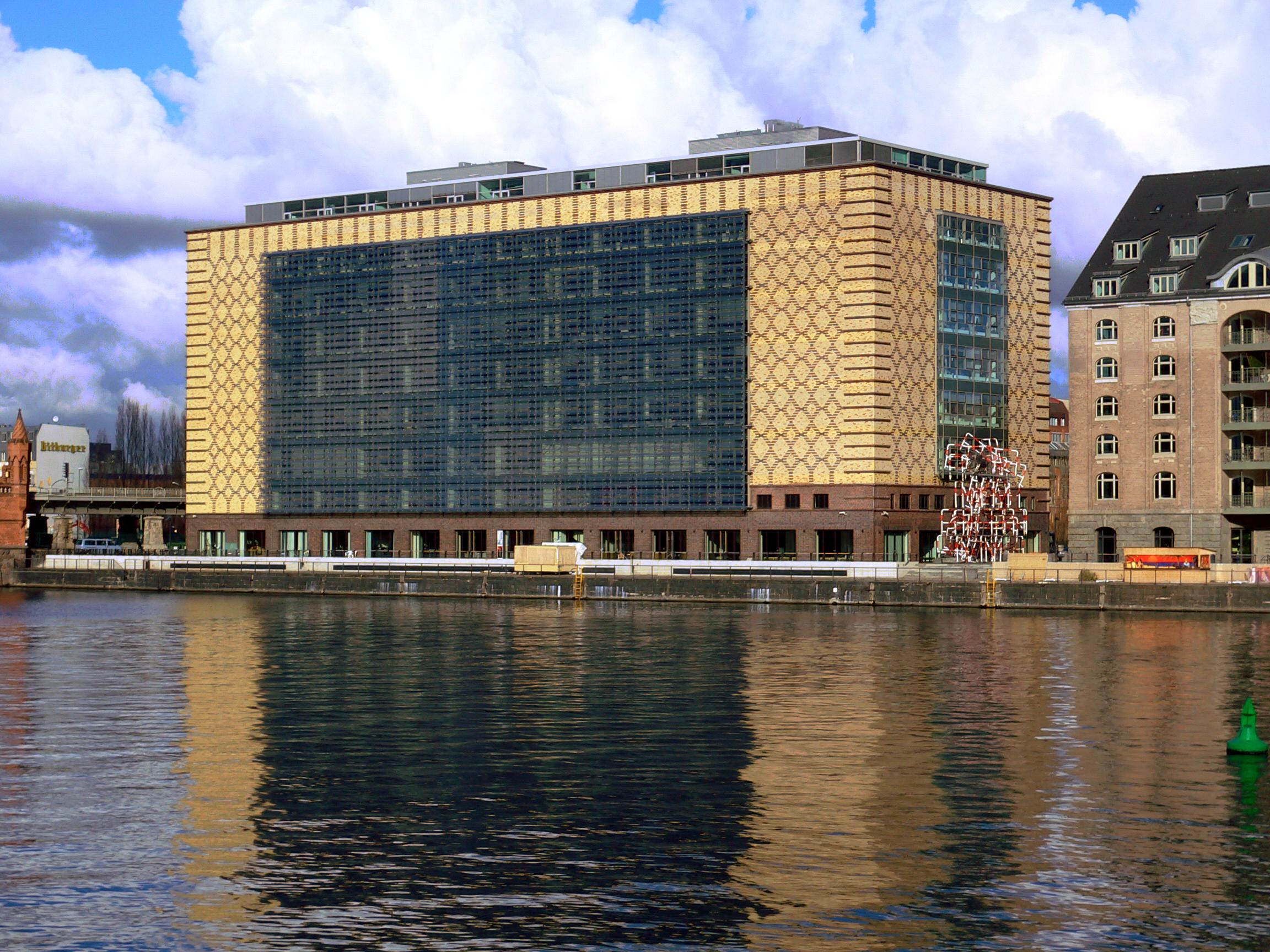
Das Eierkühlhaus am Osthafen in Berlin

Das Eierkühlhaus (auch Eierspeicher) ist ein ehemaliges Kühlhaus und heutiges Bürogebäude am Berliner Osthafen an der Stralauer Allee im Ortsteil Friedrichshain. Das nach Plänen von Oskar Pusch gebaute und 1929 eröffnete Gebäude diente als Kühlhaus für verderbliche Waren und war nach einem Umbau von Juli 2002 bis 2024 Sitz der Deutschlandzentrale von Universal Music. Im Februar 2024 zog das Unternehmen in ein in der Nähe gelegenes Bürogebäude.

## Geschichte
Erst 1913 wurde der Osthafen als Großhafenprojekt nach 16 Jahren Planungs- und Bauzeit eröffnet. Noch im selben Jahr folgte die Eröffnung des Getreide- und Warenspeichers im nördlichen Teil des Geländes, des heutigen Osthafenspeichers. Direkt nordwestlich den Hafen abschließend sollte – in direkter Nachbarschaft zur Oberbaumbrücke – ein Kühlhaus entstehen, das aber erst in den Jahren 1928 und 1929 nach Plänen des Architekten Oskar Pusch durch die Hamburger Firma Kühlhaustransit-AG als Stahlbetonskelettbau errichtet wurde. Das neungeschossige, kubische Gebäude zeichnete sich durch eine geschlossene, expressionistische, markant hellgelbe Klinkerfassade mit grau-buntem Rautenmuster aus. Das Gebäude hatte im Innern an Wänden und Decken eine dicke, dämmende Korkschicht und ein komplexes System aus Lüftungs- und Kühlkreisläufen, mit denen Kühltemperaturen zwischen 0 °C und −10 °C erreicht werden konnten.
Im Berliner Volksmund wurde das Kühlhaus Eierspeicher genannt, weil hier bis zu 75 Millionen Eier gekühlt werden konnten. Daneben diente es auch zur Zwischenlagerung einer Vielzahl verderblicher Waren, die aus dem In- und Ausland kamen und zum größten Teil per Schiff über die Spree und per Bahn hier umgeschlagen wurden. Dazu zählten Wein, Butter, Konserven, Gefrierfleisch, Wild, Geflügel und eben auch Millionen Eier zur Versorgung der Berliner Bevölkerung und zur industriellen Weiterverarbeitung.
Im Jahr 1923 wurde der Westhafen an die neu gegründete BEHALA übergeben und löste mit der mehr als doppelten Kapazität den Osthafen als größten Warenumschlagplatz Berlins ab.
Aufgrund des raschen Stadtwachstums wurde eine Erweiterung des Eierkühlhauses nach Norden nötig und 1940 abgeschlossen.

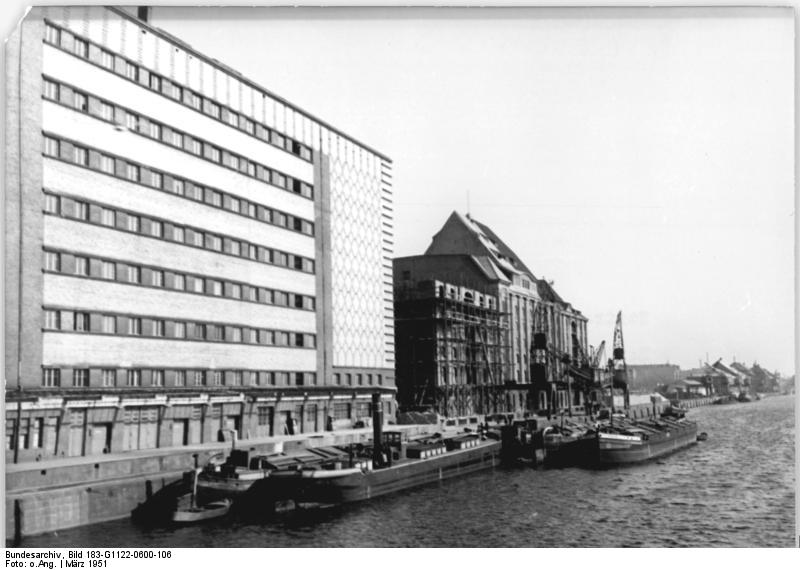
Das Kühlhaus im Jahr 1951

Im April 1945 wurde der Osthafen von der Roten Armee besetzt und die demontierbaren Aufbauten als Beutegut zur Versorgung der sowjetischen Einheiten abtransportiert. Teile des Osthafens und des Getreidespeichers dienten in den Folgejahren dem Umschlag von Demontagegütern, das Eierkühlhaus wurde aber schon 1945 wieder zur Versorgung der Bevölkerung mit Lebensmitteln genutzt. Ab 1947 war der Osthafen wieder vollständig in deutsche Verwaltung übergeben worden, aber schon 1948 im Zuge der Berliner Teilung aus der Gesamtberliner Hafenverwaltung herausgelöst.

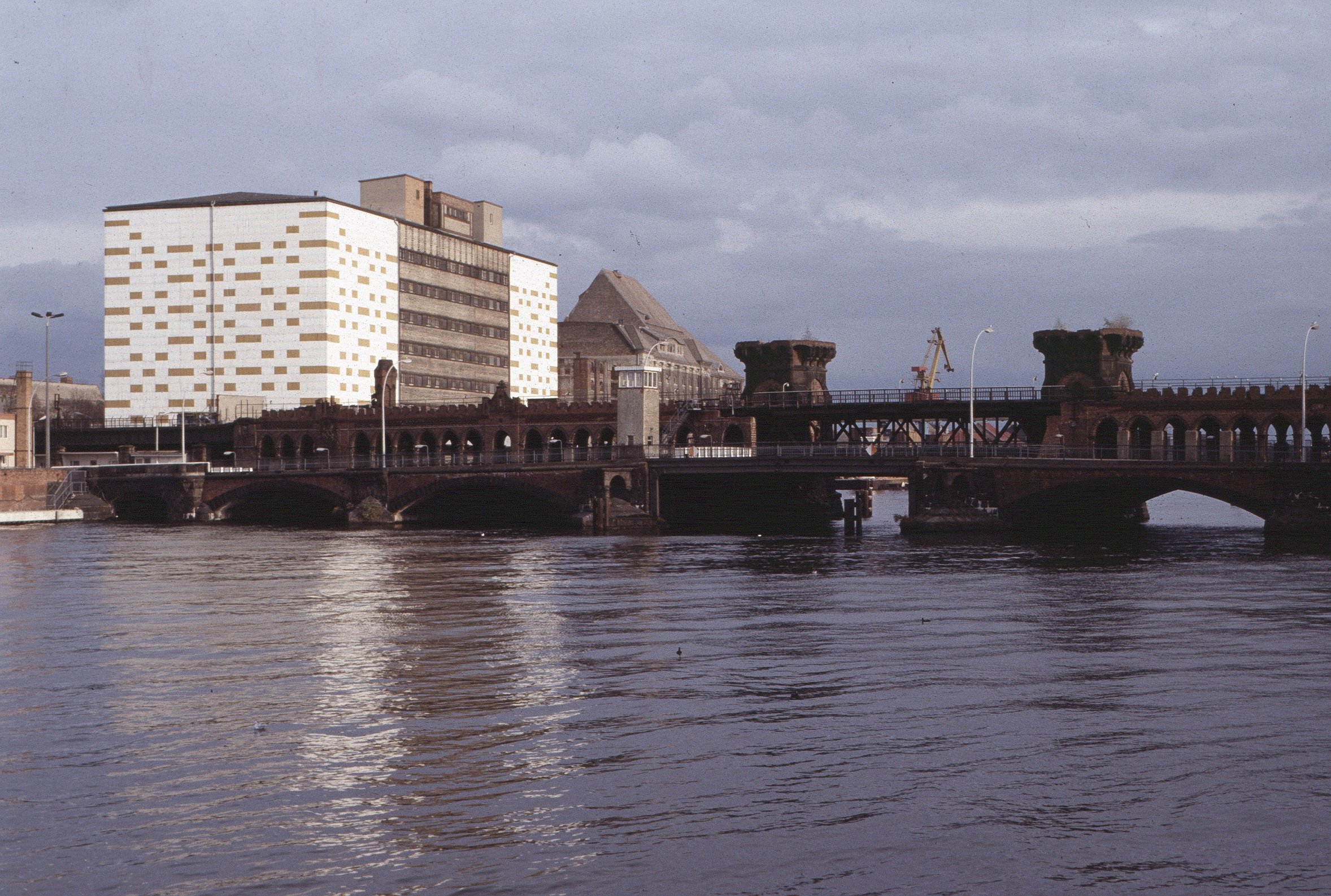
Kühlhaus und Oberbaumbrücke im Oktober 1989

Mit dem Mauerbau 1961 lag der Osthafen nun unmittelbar an der Grenze mit allen daraus resultierenden Einschränkungen für den täglichen Betrieb. Trotzdem konnte auf den nun einzigen Hafen Ost-Berlins und das Kühlhaus nicht verzichtet werden und so erhielt es in den 1970er Jahren eine zusätzliche dicke Dämmverkleidung, um die Außendämmung des Gebäudes besser auf den Verwendungszweck Feinfrost und Tiefkühlung anzupassen. Vor der Verbesserung der Dämmung konnte an feuchten und kühlen Frühjahrs- und Herbsttagen Reif- und Eisansatz am gesamten Haus beobachtet werden, ein deutlicher Hinweis dafür, dass die ursprüngliche Dämmung für Tiefkühlung nicht ausgelegt war.
Das ursprünglich für Leichtkühlung (5 °C bis maximal −10 °C) ausgelegte Haus wurde infolge der veränderten Lebens- und Konsumgewohnheiten der Verbraucher seit Mitte der 1960er Jahre als Tiefkühlhaus betrieben. Die (zwei?) vorhandenen Linde-Kälteverdichter konnten die dafür erforderliche Kälteleistung nur unzureichend erbringen, daher wurden sie Anfang der 1970er Jahre durch vier V8-200-Kälteverdichter vom Hersteller MAFA Halle ersetzt. Damit einhergehend erfolgte der Umbau der Hochspannungsschaltanlagen und der Umspannanlage. Die V8-Verdichter wurden von 6-kV-Schleifringläufermotoren mit je 200 kW angetrieben und über Anfahrwiderstände in Betrieb genommen. Wahrscheinlich erfolgte im Rahmen dieser Umrüstung auch der Umbau des Rückkühlwerks auf drei Kleinkühltürme (Verdunstungsverflüssiger), die auf dem Maschinenhausdach direkt neben der Oberbaumbrücke aufgestellt wurden.
Anfang 1980 wurde eine Ertüchtigung des Kühlhauses durchgeführt, neben einer Sanierung der Innendämmung, der Kühlraumböden und Decken und dem Ersatz der alten Kühlraumtüren wurde die Raumkühlung auf einen geschlossenen Kühlsolekreislauf umgestellt. Im Rahmen dieser Ertüchtigung wurde auch das gesamte NS-Netz unter Verwendung der Industrie-Schaltanlage ISA 2000 erneuert.
Die Leichtkühlflächen in den Kellerräumen des Kühlhauses wurden nur noch als technisches Materiallager verwendet oder standen leer, die zusätzliche Erschließung als Tiefkühlfläche war nicht möglich, da dieses Kühlhaus durch seine konzeptionelle Grundauslegung als Leichtkühlhaus keinerlei Maßnahmen zum Unterfrierungsschutz hatte.
Die kältetechnische Anlage selbst war eine Ammoniak-Kälteanlage, die normale Kältemittelfüllmenge lag bei 26 Tonnen Ammoniak.
Nach der Wende reichten die Kapazitäten des Westhafens weitgehend zur Versorgung Berlins aus und der Osthafen wurde nicht mehr benötigt. Zu Ost-Berliner Zeiten wurden in diesem Kühlhaus über viele Jahre hinweg West-Berliner Speiseeis- und Feinfrostprodukte gelagert, mit den realistischen Kosten nach der deutschen Einheit bestand aber an dieser Dienstleistung offensichtlich kein Interesse mehr. Als Gesamtbetrachtung war das Haus technisch auf dem Stand der späten 1960er Jahre, ein wirtschaftlicher Betrieb war so schon daher kaum möglich, zudem stellte die Grundkonzeption als Etagenkühlhaus ein erhebliches Problem dar, da sich durch die horizontalen und vertikalen Förderwege zusätzliche logistische Probleme ergaben.
Im Jahr 1991 wurde das Kühlhaus stillgelegt, der Getreidespeicher folgte sukzessive. 1992 beschlossen die Berliner Hafen- und Lagerbetriebe BEHALA, die beiden Speichergebäude einer neuen Nutzung zuzuführen. Ab 1995 gab es Pläne, das Eierkühlhaus und den Getreidespeicher zu einem Gebäudekomplex zu verbinden und als Business-Design-Center zu nutzen. Sie wurden jedoch nicht verwirklicht.

## Gegenwärtige Nutzung

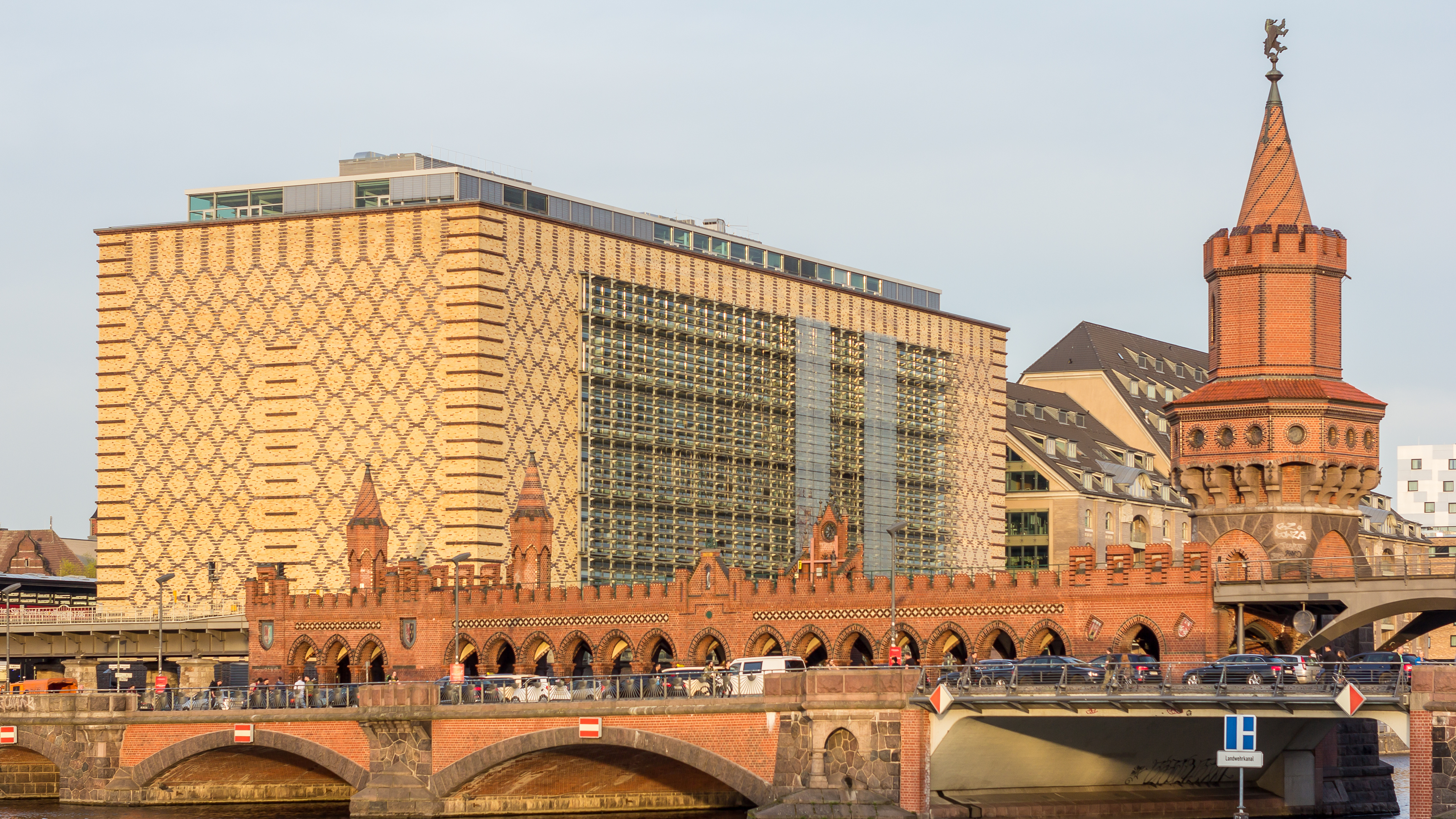
Südwestseite des Eierkühlhauses mit geschlossener Klinkerfassade

Ab 2000 wurde das Kühlhaus durch den Berliner Architekten Reinhard Müller zu einem Büro- und Geschäftshaus umgebaut, die Arbeiten am Kühlhaus waren 2002 abgeschlossen. Dabei wurde die ursprünglich geschlossene Fassade von der nachträglich aufgebrachten Dämmung befreit und an drei Seiten großflächig geöffnet und mit einer vorgehängten Glasfassade versehen. Nur die nach Nordwesten zur Oberbaumbrücke gerichtete Stirnseite weist noch eine geschlossene Klinkerfassade auf. Ursprünglich war geplant, die Glasscheiben mit einem gerasterten Rautenmuster zu versehen, um im Sinne des Denkmalschutzes ein geschlossenes Fassadenbild zu erzielen. Wegen Problemen bei der Belichtung der innenliegenden Bereiche wurde letztlich darauf verzichtet. Im Jahr 2002 verlegte der Musikkonzern Universal Music seine Deutschlandzentrale von Hamburg nach Berlin und bezog im Juli das renovierte Kühlhaus. Zuvor war im November 2001 das Kunstwerk 13.4.1981 von Olaf Metzel, das seit 1987 auf dem Joachimsthaler Platz Ecke Kurfürstendamm gegenüber dem Café Kranzler, im Rahmen des Berliner Skulpturenboulevards aufgebaut wurde und dann einige Jahre im Depot gelagert war, neben dem Eierkühlhaus wieder aufgebaut worden. Inzwischen steht es auf dem EUREF-Gelände. Im Februar 2024 zog das Unternehmen aus dem Eierkühlhaus in ein nahegelegenes Bürogebäude.